# 亨利·里維耶
亨利·里維耶（法語：Henri Rivière，1864年3月11日—1951年8月24日）是法國巴黎出身的後印象派畫家。深受日本主義的影響，因葛飾北齋《富嶽三十六景》的啟發，創作《艾菲爾鐵塔三十六景》而有名。在日本多被稱做法國的浮世繪師，但是，本人不曾去過日本，透過收集浮世繪，獨自習得木版畫的技術，以法國的自然或都市風景創作。

## 外部連結
- フランスの浮世絵師　アンリ・リヴィエール：神奈川県立近代美術館＜葉山館＞ （页面存档备份，存于）
- フランスの浮世絵師　アンリ・リヴィエール展